# Dear Catastrophe Waitress
Dear Catastrophe Waitress es un álbum de la banda escocesa Belle and Sebastian. Publicado por Rough Trade Records en 2003.

## Producción
El productor Trevor Horn, antiguo miembro de The Buggles y productor de grupos como Yes, T.A.T.U. y Frankie goes to Hollywood supervisó la producción propiciando un sonido más cercano al pop, que contrasta con el de If You're Feeling Sinister, el álbum de mayor éxito de la banda, más cercano al folk. La canción "Stay Loose", bailable y cercana al sonido de New Order, resultó ser la primera de una serie de canciones (como "Your Cover's Blown" o "Sukie in the Graveyard") que divergían cada vez más de los arreglos tradicionales de la banda, un cambio que va a desconcertar a algunos de sus fanes más veteranos.
El álbum fue nominado a un Mercury Music Prize, y la canción "Step into My Office, Baby" a un Ivor Novello Award.

## Lista de canciones
1. "Step into My Office, Baby" - (4:12)
2. "Dear Catastrophe Waitress" - (2:22)
3. "If She Wants Me" - (5:05)
4. "Piazza, New York Catcher" - (3:03)
5. "Asleep on a Sunbeam" - (3:22)
6. "I'm a Cuckoo" - (5:26)
7. "You Don't Send Me" - (3:08)
8. "Wrapped Up in Books" - (3:34)
9. "Lord Anthony" - (4:14)
10. "If You Find Yourself Caught in Love" - (4:15)
11. "Roy Walker" - (2:57)
12. "Stay Loose" - (6:41)